# Notre-Dame-de-la-Merci
Notre-Dame-de-la-Merci (AFI: /nɔtᴚədamdəlamɛᴚsi/), (Nuestra Señora de la Merced en español), que antiguamente se llamó Chilton y Rivière-Dufresne, es un municipio canadiense situado en la provincia de Quebec, que forma parte del municipio regional de condado (MRC) de Matawinie, y de la región administrativa de Lanaudière.

## Geografía
Notre-Dame-de-la-Merci se encuentra 50 kilómetros al norte de Saint-Jérôme, entre Rawdon y Saint-Donat. Limita al norte con Saint-Guillaume-Nord, al este con Saint-Côme, al sureste con Chertsey, al sur con Entrelacs, al suroeste con Doncaster, al oeste con Sainte-Lucie-des-Laurentides y al noroeste con Saint-Donat. El territorio tiene la forma de un cuadrado de una superficie total de 262,68 km², de los cuales 249,69 km² son tierra firme. Notre-Dame-de-la-Merci es el municipio más grande en superficie. La localidad se encuentra en el macizio de Laurentides, en el valle del río Dufresne. Varios estanques puntúan el territorio, como los lagos Ouareau, Sauvage, Bouillon, Lemieux, des Vers, Long, Arthur, Copping, Galipeault, Castor, Blanc y Tortue.

## Urbanismo
El pueblo de Notre-Dame-de-la-Merci se encuentra en el valle del Dufresne. La población de Camp-Ouareau está ubicadas al norte del pueblo. El parque regional del Bosque Ouareau ocupa la mitad sur del territorio. La carretera regional  QC 125  (antiguamente 18) une el pueblo de Notre-Dame-de-la-Merci a Saint-Donat al norte y a Saint-Esprit y Terrebonne al sur. La ruta Notre-Dame-de-la-Merci (carretera regional  QC 347 ) parte del pueblo y va hacia Saint-Côme al este.

## Historia
Los primeros habitantes se establecieron en el cantón de Chilton en la mitad del siglo XIX. El desarrollo de la población se inició verdaderamente en 1880 con la fundación de la parroquia católica de Notre-Dame-de-la-Merci, del nombre de la Orden de la Merced. La oficina de correos de Rivière-Dufresne, del nombre del río local, abrió en 1889 pero cambió su nombre por el de Notre-Dame-de-la-Merci en 1891. El municipio de Notre-Dame-de-la-Merci fue instituido en 1950.

## Política
Notre-Dame-de-la-Merci es un municipio que forma parte del MRC de Matawinie. El consejo municipal se compone del alcalde y de seis consejeros sin división territorial. La alcaldesa actual (2016) es Roxanne Turcotte, que sucedió a Julien Alarie en 2013.
|            | 2005-2009                                                                                   | 2009-2013                                                                                       | 2013-2017                                                                                      |
| Alcalde    | Julien Alarie                                                                               | Julien Alarie                                                                                   | Roxanne Turcotte                                                                               |
| Consejeros | Robert Bélanger Paul Kotoff Alain Lalonde André Lapierre Cécile L. Lavoie Jacques Levasseur | Robert Bélanger Alain Lalonde André Lapierre Jacques Levasseur Isabelle Parent Madeleine Proulx | Johanne Baillargeon Alain Lalonde André Lapierre Isabelle Parent Madeleine Proulx André Savage |

El territorio de Notre-Dame-de-la-Merci está ubicado en la circunscripción electoral de Bertrand a nivel provincial y de Montcalm a nivel federal.

## Demografía
Según el censo de Canadá de 2011, Notre-Dame-de-la-Merci contaba con 978 habitantes. La densidad de población estaba de 3,9 hab./km². Entre 2006 y 2011 habría amado una disminución de 78 habitantes (7,4 %). En 2011, el número total de inmuebles particulares era de 1159, de los cuales 490 estaban ocupados por residentes habituales, otros estando desocupados o siendo residencias secundarias. La población estival consta de 3500 personas.
Evolución de la población total, 1991-2016

## Economía
Los numerosos estanques permiten desarrollar actividades al aire libre y el turismo.

## Cultura
La biblioteca municipal contiene 3000 documentos.

## Ciudad hermanada
Colombier  Francia.